# Danny Simpson
Daniel Peter Simpson (Salford, Inglaterra, Reino Unido, 4 de enero de 1987), más conocido como Danny Simpson, es un futbolista inglés que juega como defensa y se encuentra sin equipo tras rescindir su contrato con el Bristol City F. C. de Inglaterra.

## Trayectoria
Comenzó su carrera futbolística como jugador del Parkwyddn A. F. C. Sin embargo, su trayectoria profesional comenzó al lado de la liga juvenil del Manchester United F. C., en la cual permaneció hasta 2005 cuando fue promovido al equipo de reserva del club. A comienzos de 2006, Simpson se integró a la plantilla principal de jugadores del Manchester United; aunque, al mismo tiempo, fue cedido por el resto de la temporada al Royal Antwerp FC de la Segunda División de Bélgica. En su regreso al Manchester United, en el verano de 2006, hizo su debut en un partido amistoso contra el Kaizer Chiefs FC, llevado a cabo el 18 de julio de 2006 como parte del tour de pretemporada por Sudáfrica. Al final del verano, Simpson fue nuevamente cedido al Royal Antwerp FC por la primera mitad de la temporada 2006-07. Sus compañeros Darron Gibson, Jonny Evans y Fraizer Campbell también fueron cedidos como parte del acuerdo con el Royal Antwerp. Al término de su cesión, en enero de 2007, fue redirigido en la misma condición al Sunderland A. F. C.; compartiendo su cesión nuevamente con su compañero Jonny Evans. Junto al Sunderland ganó la Football League Championship, lo que le permitió al equipo de Roy Keane ascender a la FA Premier League. 
En agosto de 2007, Simpson firmó una renovación de contrato con el Manchester United; confirmándose su permanencia como jugador del club hasta el año 2010. Así, en la temporada 2007-08, permaneció por primera vez dentro de la plantilla principal de jugadores sin ser cedido a ningún otro club. Su debut en un partido competitivo, como jugador titular del Manchester United, fue el 26 de septiembre de 2007 al enfrentarse contra el Coventry City F. C. en el marco de la Football League Cup. El 6 de octubre de 2007, en un partido llevado a cabo contra el Wigan Athletic F. C. en el Old Trafford, tuvo su primera participación en la FA Premier League; aunque lo haría como jugador substituto de John O'Shea. En dicho partido dio el cuarto pase para gol que le dio la victoria al Manchester United. Su primera participación internacional, en calidad de jugador substituto de Ryan Giggs, fue el 23 de octubre de 2007 en un partido de ida contra el Dynamo Kiev de la UEFA  Champions League. El 7 de noviembre de 2007 tuvo una participación europea más, aunque como jugador titular, en el partido de vuelta contra el mismo club de su juego anterior, el Dynamo Kiev. El 12 de diciembre de 2007, en un partido contra el AS Roma, concluyó su participación dentro de la Champions League.

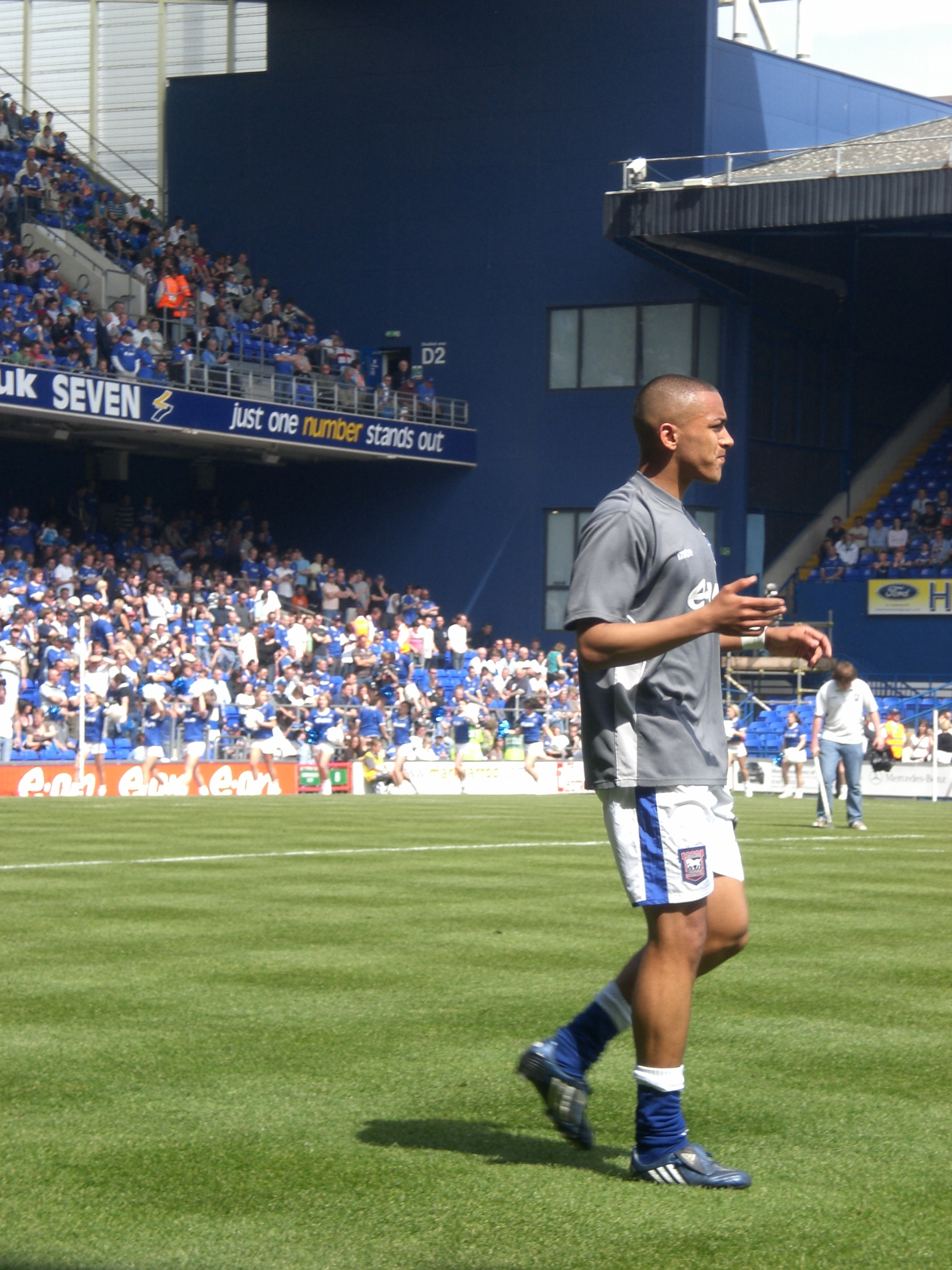
Danny Simpson en un partido contra el Hull City.

Después de haber jugado para el Manchester United durante la primera mitad de la temporada 2007-08, Simpson no jugó más durante la segunda mitad; siendo su último juego, un partido contra el Tottenham Hotspur en enero de 2008 como parte de la FA Cup. Por ello, el 21 de marzo de 2008, fue cedido al Ipswich Town F. C. por el resto de temporada. Sir Alex Ferguson justificó la cesión de Simpson en que así podría tener más juegos, que hasta ahora se veían limitados ante el regreso de Gary Neville. Con el Ipswich, Simpson jugó ocho partidos; los cuales fueron contra: Scunthorpe United F. C., Queens Park Rangers F. C., Colchester United F. C., Cardiff City F. C., Norwich City F. C., Wolverhampton Wanderers F. C., Preston North End F. C. y Hull City A. F. C. Todos ellos como parte de la Football League Championship.
El 4 de agosto de 2008, Simpson firmó un acuerdo de cesión con el Blackburn Rovers F. C. Dicho acuerdo lo mantiene  como jugador del club por una temporada completa. Su debut como jugador de los Rovers fue en un partido de la segunda ronda clasificatoria de la Carling Cup, el cual se llevó a cabo el 27 de agosto de 2008 contra el Grimsby Town F. C. Sin embargo, su primer juego de liga doméstica no fue sino hasta el 13 de septiembre de 2008 contra el Arsenal F. C.

## Vida personal
En mayo de 2020 tuvo su primer hijo, una niña con Melissa Reeves.

## Clubes
| Club                            | País       | Año       |
| ------------------------------- | ---------- | --------- |
| Manchester United F. C.         | Inglaterra | 2006-2010 |
| Royal Antwerp F. C. (cedido)    | Bélgica    | 2006      |
| Sunderland A. F. C. (cedido)    | Inglaterra | 2007      |
| Ipswich Town F. C. (cedido)     | Inglaterra | 2008      |
| Blackburn Rovers F. C. (cedido) | Inglaterra | 2008-2009 |
| Newcastle United F. C.          | Inglaterra | 2009-2013 |
| Queens Park Rangers F. C.       | Inglaterra | 2013-2014 |
| Leicester City F. C.            | Inglaterra | 2014-2019 |
| Huddersfield Town A. F. C.      | Inglaterra | 2019-2020 |
| Leicester City F. C. sub-23     | Inglaterra | 2021      |
| Bristol City F. C.              | Inglaterra | 2021-2022 |

## Palmarés

### Títulos nacionales
| Título         | Club                 | País       | Año  |
| -------------- | -------------------- | ---------- | ---- |
| Premier League | Leicester City F. C. | Inglaterra | 2016 |